# Casa de Burke
La Casa de Burke (irlandés: de Búrca; Latinizado a de Burgo) es la rama irlandesa de la familia anglonormanda conocida como de Burgh.
El primer miembro de la familia en llegar a Irlanda fue William de Burgh (c.1160-1204), un aventurero y caballero anglonormando que se asentó en Irlanda en 1185 después de llegar con Enrique II. Era el hermano mayor de Hubert de Burgh, Conde de Kent y Justiciar de Inglaterra.
Los de Burghs anglo-irlandeses posteriores (los Condes de Úlster, Lords de Connaught, y Condes de Clanricarde) desciende de William de Burgh. 
El apellido deriva del pueblo inglés de Burgh  en Suffolk. El nombre del pueblo es de origen anglosajón y sencillamente significa ‘ciudad fortificada'.

## Casas Relacionadas
- Casa de Plantagenet -

a través del matrimonio de Elizabeth de Burgh, IV Condesa de Úlster con Leonel de Amberes, I duque de Clarence un miembro de la casa como hijo de Eduardo III de Inglaterra. El parentesco continuó con su hija Philippa, V condesa de Úlster que se casó con Edmund Mortimer, conde de March y desde ese punto ambos linajes coexistieron al ser heredados por los descendientes de las parejas
- Casa de York -

rama cadete de la Casa de Plantagenet, el condado de Úlster originalmente del linaje de Burgh fue heredado por Ricardo de York, III duque de York (bisnieto de Philippa, condesa de Úlster), cabeza de la Casa de York cuyo hijo Eduardo IV de Inglaterra herederaría el título, fusionándolo con la Corona
- Casa de Windsor-

Frances Shand Kydd la hija de Edmund Maurice Burke Roche, IV Barón Fermoy y descendiente de la familia de Burgh fue la madre de Diana, esposa con Carlos de Inglaterra, Príncipe de Gales y primero en la línea de sucesión al Trono británico y madre de William, Duque de Cambridge y Harry, Duque de Sussex segundo y sexto respectivamente en la línea sucesoria.

## Historia familiar
Burke, el nombre de una familia, se asoció con Connaught por más de siete siglos. Fue fundado por el caballero anglonormando William de Burgh, hermano de Hubert de Burgh. Antes de la muerte de Henry II (1189) recibió una concesión de tierras de Juan de Inglaterra como Señor de Irlanda. A la ascensión de John (1199) se instaló en Thomond y fue gobernador de Limerick. En 1199-1201 apoyó alternativamente a Cathal Carrach y Cathal Crobderg O'Connor en sus disputas por el trono, pero fue expulsado de Limerick en 1203, y, tras perder sus territorios en Connaught, pero no en Munster murió en 1205. Su hijo Richard, recibió en 1227 la tierra de "Connok" [Connaught], expropiada a su rey, contra el que batalló. Entre 1228 y 1232 ocupó el alto cargo de justiciar de Irlanda. En 1234 se alineó con la corona contra Richard, conde mariscal, que murió en la disputa. Tras su muerte en 1243, fue sucedido como Lord de Connaught por su hijo Richard, y luego (1248) por su hijo más joven Walter, que prosiguió la guerra contra los jefes nativos, y amplió sus vastos dominios al obtener (c. 1255) del príncipe Eduardo la concesión del "condado de Ulster," nombre que utilizó posteriormente. A su muerte en 1271, fue sucedido por su hijo Richard como II conde. En 1286 Richard asoló y sometió Connaught, y depuso a Bryan O'Neill como rey nativo, sustituyéndolo por un candidato propio. El rey nativo de Connaught también fue atacado por él, a favor de la rama de los O'Conors que apoyaba. Envió refuerzos a Irlanda para apoyar a Eduardo I en sus campañas escocesas, y tras la invasión del Ulster de Edward Bruce en 1315 Richard marchó contra él, aunque había entregado a su hija Elizabeth en matrimonio a Robert Bruce, después rey de Escocia, aproximadamente en 1304. Ocasionalmente convocado a los parlamentos ingleses, pasó la mayor parte de sus cuarenta años de actividad en Irlanda, donde fue el noble más importantes de su época, normalmente luchando con los indígenas o sus rivales anglonormandos. El rollo de patente de 1290 muestra que, además de sus posesiones en Úlster, Connaught y Munster, había gobernado la Isla de Man, pero la había entregado al rey.
Su nieto y sucesor William, el III conde (1326-1333), era hijo de John de Burgh y Elizabeth, señora de Clare, hermana y co-heredera del último Clare conde de Hertford (d. 1314). Se casó con una hija de Enrique, conde de Lancaster, y fue nombrado Lord Teniente de Irlanda en 1331, pero fue asesinado a los 21 años, dejando una hija, heredera única, no sólo de las posesiones de Burgh, sino de grandes propiedades en Clare. Se casó en su niñez con Leonel, hijo de Eduardo III, que fue reconocido como conde de Úlster por su matrimonio, y su representante directo, el duque de York, ascendió el trono en 1461 como Eduardo IV, momento a partir del cual, el condado de Úlster sólo ha sido llevado por miembros de la familia real.
Tras el asesinato del tercer conde (1333), sus parientes masculinos, que tenían mejores derechos según la ley irlandesa, adoptaron nombres y costumbres irlandesas y se convirtieron de hecho en jefes irlandeses. Sus dos ramas principales fueron las  de MacWilliam Uachtar al sur de Connaught, y Mac William Iochtar al norte, en el actual condado de Mayo. Los primeros dominaron el territorio de  Clanricarde, en torno a Galway, y en 1543 su jefe, como Ulick "Bourck, alias Makwilliam," se lo entregó a Enrique VIII., recibiéndolo nuevamente para mantenerlo, según la costumbre inglesa, como conde de Clanricarde y Lord Dunkellin. El IV conde (1601-1635) se distinguió en el bando inglés durante la rebelión de O'Neill y posteriormente, recibiendo el título de conde de St Albans en 1628, y su hijo Ulick llegó a ser nombrado marqués de Clanricarde (1646). Su primo y heredero, el VI conde (1657-1666) fue tío de Richard y John Bourke, VIII y IX condes respectivamente (1687-1722), que lucharon eh en las filas de Jacobo II, lo que provocó la pérdida del título en 1691, aunque el IX conde fue restaurado en 1702, y su bisnieto, Henry de Burgh, XII conde, fue creado marqués de Clanricarde en 1789. No dejó ningún hijo, pero el marquesado se revivió nuevamente en 1825, para su sobrino Ulick de Burgh, XIV conde de Clanricarde, y continúa hasta nuestros días. La familia, que cambió su nombre de Bourke a de Burgh en 1752, y añadió Canning en 1862, posee todavía vastas propiedades en el Condado de Galway.
En 1603, el Mac William Iochtar, Theobald Bourke, de modo parecido entregó su territorio en mayo, y lo recibió como concesión inglesa. En 1627 fue creado Vizconde Mayo. El II y III vizcondes Miles y Theobald (1629-1663) padecieron la invasión de Cromwell, pero al IV, también llamado Theobald, se le restauraron sus propiedades (unos 50,000 acres) en 1666. El título se extinguió tras la muerte del VIII vizconde, John Bourke en 1767. En 1781 John Bourke, un hombre de Mayo del que se creía que era descendiente de la línea de Mac William Iochtar, fue creado Vizconde Mayo, y cuatro años más tarde, conde de Mayo, un título aún vigente. En 1872 el VI conde, Richard Southwell Bourke fue asesinado en las islas Andaman cuando era virrey de India.
Las baronías de Bourke de Connell (1580) y Bourke de Brittas (1618), ambas perdidas en 1691, fueron entregadas a ramas de la familia que aún tienen representantes en la nobleza de Irlanda.
Los Lords Burgh o Burgo de Gainsborough (1487-1599) fueron una familia de Lincolnshire que se cree desciende de un hermano menor de Hubert de Burgh. El V barón fue lord diputado de Irlanda en 1597, y su hermano más joven, Sir John (d. 1594), un destacado soldado y marino.